# Jaim de Volozhin
Jaim de Volozhin, en yidis: חיים וואלאזשינער‎ (Valozyn, Bielorrusia, 21 de enero de 1749 — 14 de junio de 1821), también conocido como Jaim ben Yitzhok de Volozhin, Jaim Rabinovitch, Jaim Ickovicz o Hayyim ben Isaac de Volozhin fue un rabino, talmudista y moralista ortodoxo. Su ciudad, que cuando él nació formaba parte de la República de las Dos Naciones, pasó al control del Imperio ruso y actualmente pertenece a Bielorrusia.

## Alumno del Gaón de Vilna
Junto con su hermano Simha (muerto en 1812) comenzó a estudiar con Aryeh Leib Gunzberg, quien era rabino de Valozyn. Después estudió con el rabino Rafael Cohen, autor de Torat Yekutiel, quien fue posteriormente rabino de Hamburgo. A los 25 años, atraído por la fama del célebre Gaón de Vilna, Jaim se convirtió en su discípulo. Estimulado por los métodos de su nuevo maestro, comenzó a estudiar los principios de la Torá, la Mishná, el Talmud e incluso de la gramática hebrea. Su admiración por su profesor fue grande ya la muerte del Gaón, Jaim declaró que nunca sería mejor que su maestro.

## La Yeshivá de Volozhin

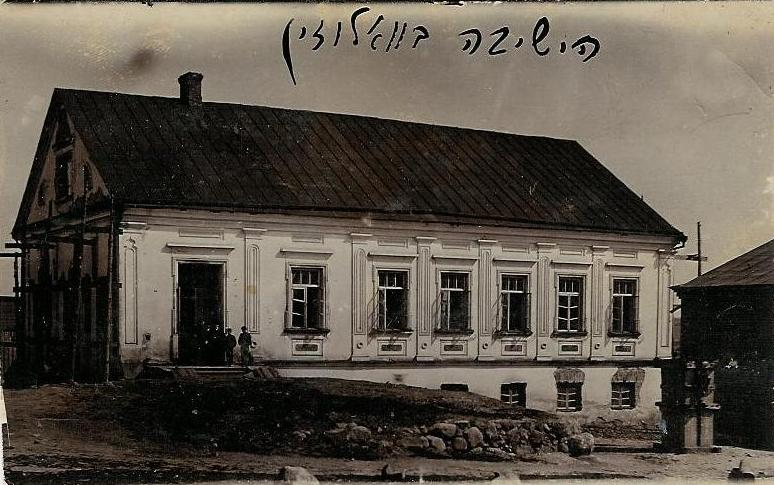
La Yeshivá de Volozhin.

Para aplicar los métodos del Gaón de Vilna, Jaim fundó la Yeshivá de Volozhin en 1803, que se convirtió en la más importante yeshivá del siglo XIX. Comenzó con diez alumnos jóvenes residentes en Valozyn, que patrocinó económicamente. Su esposa vendió sus joyas para sostener la yeshivá, cuya fama creció, de manera que obtuvo fondos de los judíos de Rusia e incrementó el número de alumnos, que eran ya un centenar a la muerte de Jaim. La yeshivá funcionó hasta 1892 y a lo largo de su existencia fue considerada "la madre de todas las yeshivá lituanas" . Su método de enseñanza inspirado en el Gaón de Vilna, estaba basado en el análisis profundo del texto talmúdico, para aclarar la intención y el significado de los escritos de los Rishonim, enfoque seguido posteriormente por las grandes yeshivas lituanas.

## Obra
La principal obra del rabino Jaim es el Nefesh HaChaim (Alma de la vida), editada por su hijo en Vilna, en 1824. Se trata de un trabajo ético cabalístico, con una tendencia antijasidista, que demuestra que al igual que su maestro, era un opositor intransigente al jasidismo. Hace mucho hincapié en la necesidad de ajustarse a todas las prácticas religiosas reconocidas y sobre el valor del estudio de la Torá, desaprobando las prácticas religiosas y místicas del judaísmo jasídico, ya que estas prácticas no podían substituir a la piedad religiosa y al aprendizaje talmúdico. Su "Ruaḥ Ḥayyim" es un comentario sobre el Pirkei Avot. Muchos de sus escritos sobre la halajá se perdieron en un incendio en 1815. Su bisnieto, sin embargo, incluyó algunos de ellos en la colección titulada "Hut ha-Meshullash" (Vilna, 1882).
Contrariamente a la creencia popular, no se ocupa únicamente de la comprensión compleja de la naturaleza de Dios, sino también con los secretos de la oración y la importancia de la Torá, el propósito de ser "para implantar el temor de Dios, la Torá, y la adoración pura, en los corazones de los justos que están buscando los caminos de Dios".
Valoró especialmente la visión del ser humano como imagen de Dios, la responsabilidad del hombre y en su papel como continuador y mantenedor de la creación, Consideró que el ser para el otro es propio de todo hombre.